# Torpex

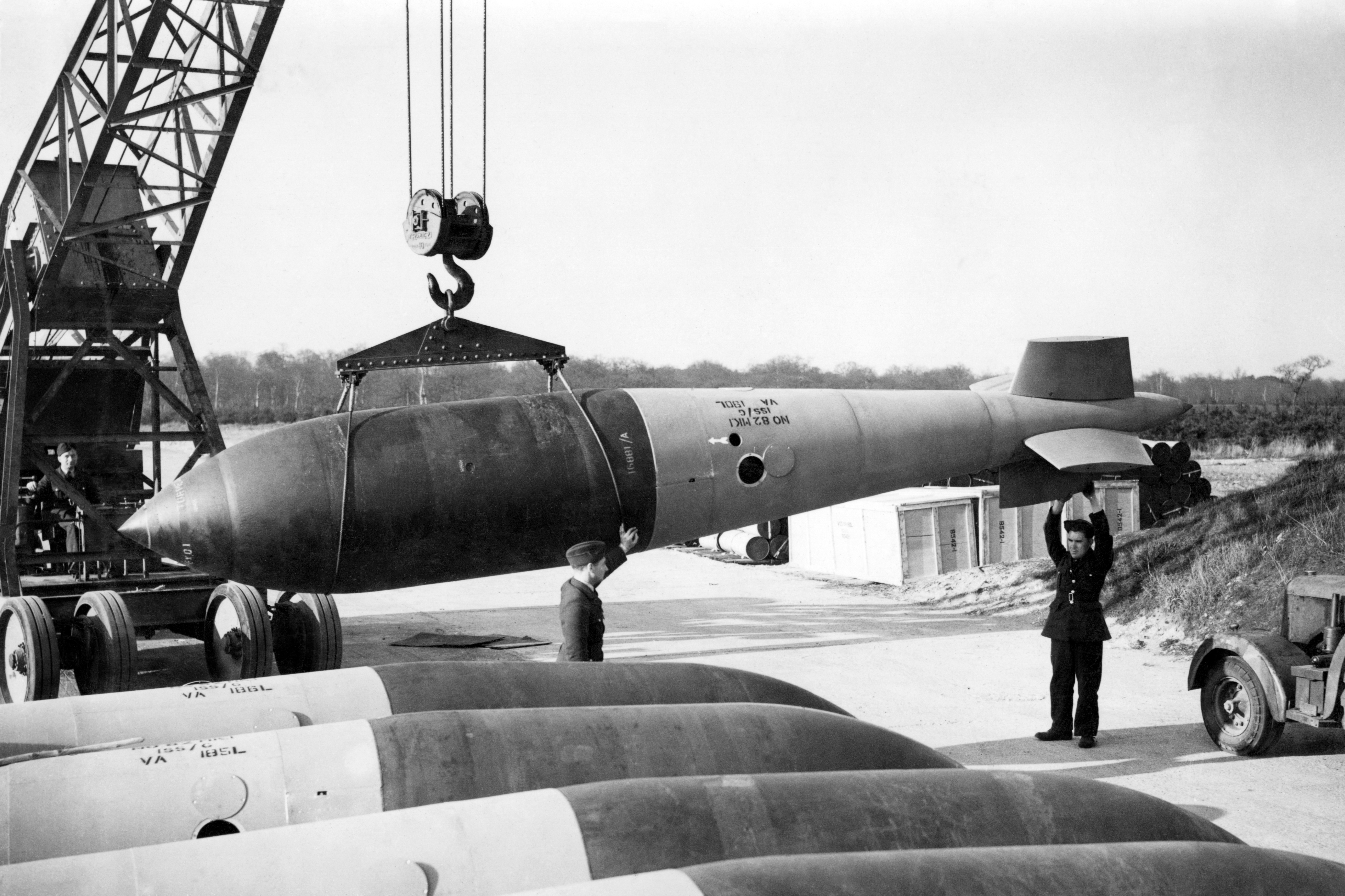
Imagen extraída del Museo Imperial de la Guerra (Reino Unido) donde se puede evidenciar el explosivo Torpex siendo movilizado por una grúa para su posterior almacenamiento.

Torpex es un explosivo secundario con 50% más de potencia por unidad de masa que el TNT. El Torpex se compone de 42% de RDX, 40% de TNT y 18% de aluminio pulverizado. 

## Historia
Este explosivo fue utilizado en la Segunda Guerra Mundial a partir de finales de 1942. El nombre torpex se deriva del inglés 'Torpedo Explosive' (explosivo de torpedo), originalmente desarrollado para el uso en torpedos. Torpex demostró ser particularmente útil en municiones subacuáticas porque el aluminio tenía el efecto de hacer que la explosión durara más tiempo, lo cual mejoraba su potencia destructora. Torpex fue utilizado solamente en usos críticos, por ejemplo torpedos y las bombas de rebote, Tallboy y Grand Slam. También fue utilizado en los drones de la Operación Afrodita. 
El Torpex ha sido reemplazado hace tiempo por H6 y las composiciones del PBX. En la actualidad se lo considera obsoleto, por lo que es difícil de conseguir excepto como municiones almacenadas o dispositivos que no hayan explotado.